# Лунтхусаптур
Лунтхусаптур — горное озеро в Ивдельском городском округе Свердловской области, Россия.

## Географическое положение
Горное озеро Лунтхусаптур расположено в муниципальном образовании «Ивдельский городской округ», на южном склоне горы Отортен (1234,2 м) в чашеобразной выемке на месте древнего карового ледника. Площадью в 0,01 км² и уровнем воды 855,1 метра. Из озера вытекает река Лозьва (левый приток реки Тавда).

## История
Топоним Лунтхусаптур в переводе с мансийского означает озеро гусиного гнезда, озеро одинокого гуся.

## Описание
На берегах озера расположены каменные россыпи, фрагменты луговой растительности.